# Voyages
Voyages je francouzský hraný film z roku 1999, který režíroval Emmanuel Finkiel podle vlastního scénáře. Snímek měl světovou premiéru na filmovém festivalu v Cannes dne 17. května 1999.

## Děj
V roce 1995 se během organizovaného výletu pro skupinu Aškenázů porouchá mezi Varšavou a Osvětimí autobus, ve kterém jede i Riwka. Vzpomínky, zejména na Belleville, oživují rozhovory spolucestujících. Vtipy a živé diskuse v jidiš se hojně množí, ale Riwka se drží stranou. Vzpomíná na své rodiče a sestru, kteří zemřeli ve vyhlazovacím táboře. Po hádce s manželem, během níž tvrdila, že ho chce opustit a přestěhovat se se sestrou do Paříže, usne až do příjezdu do tábora Osvětim a zůstane v autobuse, zatímco všichni ostatní odejdou.
O nějaký čas později se v Paříži zúčastní promítání filmu natočeného během této cesty pětašedesátiletá Régine Landsmanová. Narodila se jako Rivke Graneck a kontaktoval ji muž z Vilniusu, který se prohlašoval za jejího otce, jenž se stal obětí při deportaci na zimní velodrom a oficiálně zemřel v nacistickém táboře. Po dojetí ze shledání Régine podlehne pochybnostem. Nakonec pochopí, že se tento muž kvůli stejnému jménu spletl, a navzdory zklamání a nepohodlí slíbí, že mu pomůže najít jeho dceru.
Vera Gronsztaijn, vdova z Moskvy, která přišla o celou rodinu kromě sestřenice se usadila v Tel Avivu. Náhodou potká Riwku, která se vrátila do Tel Avivu a nadále tam žije se svým manželem. Riwka pomáhá Veře, která jela autobusem špatným směrem, a pozve ji, aby si u ní odpočinula. Poté, co Vera odejde, Riwka dostane telefonát z Paříže. Je to muž se stejným jménem jako má ona: Graneck.

## Obsazení
| Shulamit Adar   | Rivka        |
| Liliane Rovère  | Régine       |
| Esther Gorintin | Vera         |
| Nathan Cogan    | Graneck      |
| Maurice Chevit  | Mendelbaum   |
| Abraham Leber   | pan Zalcberg |
| Patrick Lizana  | Henri        |
| Avrom Perel     | Millo        |
| Max Tzwangue    | rabín        |

## Ocenění
- Cena Louise Delluca za filmový debut
- Cena Masque et la Plume
- César: nejlepší filmový debut (Emmanuel Finkiel) a nejlepší střih (Emmanuelle Castro)